# Łączany (województwo małopolskie)
Łączany – wieś w Polsce położona w województwie małopolskim, w powiecie wadowickim, w gminie Brzeźnica.
Położona nad Wisłą, na prawym jej brzegu, 220 m n.p.m., na pn.-zach. od Brzeźnicy. Pod względem geograficznym jest to  Rów Skawiński będący częścią Bramy Krakowskiej. W Łączanach znajduje się stopień wodny wchodzący w skład Drogi Wodnej Górnej Wisły, Kanał Łączański prowadzący do elektrowni w Skawinie oraz mała elektrownia wodna wybudowana przez firmę Skanska, należąca do Zespołu Elektrowni Wodnych Niedzica.
Łączany posiadają Zespół Szkół im. Janusza Korczaka, w skład którego wchodzi przedszkole oraz szkoła podstawowa.
Na terenie wsi znajduje się parafia Matki Bożej Anielskiej.

## Części wsi
| SIMC    | Nazwa     | Rodzaj    |
| ------- | --------- | --------- |
| 0047651 | Kamera    | część wsi |
| 0047668 | Kępa      | część wsi |
| 0047680 | Nowa Wieś | część wsi |
| 0047697 | Zagroda   | część wsi |
| 0047705 | Zarzecze  | część wsi |

## Historia
- Założona na przełomie XII i XIII w., wzmiankowana w dokumentach z 1229 i 1253 r.
- pod koniec wieku XIII nadana przez księcia Władysława Opolskiego benedyktynom z Tyńca w powiecie śląskim województwa krakowskiego w końcu XVI wieku[7], w których władaniu pozostawała aż do 1815 r.
- W 1813 r. wieś poważnie zniszczona przez wielką powódź.
- W latach 1975–1998 miejscowość administracyjnie należała do województwa bielskiego.